# Revistas del corazón (obra de teatro)
Revistas del corazón es una obra de teatro de Juan José Alonso Millán, estrenada en 1985.

## Argumento
Con la excusa de la entrega del Premio Dama de España a la Duquesa de Altas Torres, la prensa del corazón aprovecha para hurgar en los más nimios detalles de su vida privada, llegando incluso a inventar falsedades para aumentar la tirada de sus publicaciones. Ella también se deja seducir por la situación, vendiendo la exclusiva de sus memorias, no siempre reales.

## Estreno
- Teatro Marquina, Madrid, 20 de septiembre de 1985.
  - Dirección: Juan José Alonso Millán.
  - Escenografía: Toni Cortés.
  - Intérpretes: Analía Gadé, José Luis de Vilallonga, Adriana Vega, Margarita García Ortega, Nino Bastida, Alicia Moro.